# Гілвач
Гілвач (рум. Ghilvaci) — село у повіті Сату-Маре в Румунії. Входить до складу комуни Мофтін.
Село розташоване на відстані 446 км на північний захід від Бухареста, 20 км на південний захід від Сату-Маре, 122 км на північний захід від Клуж-Напоки.

## Населення
За даними перепису населення 2002 року у селі проживали 436 осіб.
Національний склад населення села:
| Національність | Кількість осіб | Відсоток |
| -------------- | -------------- | -------- |
| румуни         | 303            | 69,5%    |
| угорці         | 106            | 24,3%    |
| українці       | 16             | 3,7%     |
| цигани         | 6              | 1,4%     |

Рідною мовою назвали:
| Мова       | Кількість осіб | Відсоток |
| ---------- | -------------- | -------- |
| румунська  | 309            | 70,9%    |
| угорська   | 116            | 26,6%    |
| українська | 11             | 2,5%     |